# Scaphoidophyes spinatus
Scaphoidophyes spinatus är en insektsart som beskrevs av Barnett 1980. Scaphoidophyes spinatus ingår i släktet Scaphoidophyes och familjen dvärgstritar. Inga underarter finns listade i Catalogue of Life.